# Tamara Jurkić Sviben
Tamara Jurkić Sviben (Pula, 26. listopada 1973.) hrvatska pijanistica i pedagoginja.

## Životopis
Tamara Jurkić Sviben glasovir svira od svoje šeste godine. Diplomirala je 1995. na Muzičkoj akademiji u Zagrebu u klasi prof. Jurice Muraja. Tijekom studija usavršavala se na majstorskim tečajevima u Italiji kod doc. Michaela Vaskresenskog (1990.) i kod prof. Leva Naumova (1993.). Nakon diplome usavršavala se na pariškoj École Normale de Paris A. Cortot u klasi prof. Monique Mercier, te 1996. kod prof. Maria Saboya na Međunarodnoj akademiji Ludwig van Beethoven u Parizu. Dobitnica je Rektorove nagrade Sveučilišta u Zagrebu za akademsku godinu 1992-93. i 1994-95.
Koncertira kao solistica i komorna glazbenica u Hrvatskoj i inozemstvu. Održala je pedesetak koncerata u svim većim hrvatskim gradovima, te imala zapažene nastupe u Francuskoj, Nizozemskoj, Portugalu, Austriji, Mađarskoj i Indiji. Važan dio njezinog glazbenog izričaja je promocija hrvatskih skladatelja (Božidar Kunc, Boris Papandopulo, Bruno Bjelinski, Žiga Hirschler, Dora Pejačević, Ivana Lang).
Od 1995. djeluje u sklopu Hrvatske glazbene scene mladih, te je od 1997. član Hrvatskog društva glazbenih umjetnika. Od 2002. godine aktivno se bavi pedagoškim radom.

## Diskografija
- 2006. – Tamara Jurkić Sviben: Klavir/Piano, Croatia Records[1]
- 2007. – Tamara Jurkić Sviben: Božidar Kunc – Sonate, Croatia Records[2]
- 2011. – Tamara Jurkić Sviben: Začarani klavir / Enchanted Piano, Croatia Records[3]

## Vanjske poveznice
- Koncertna direkcija Zagreb: Tamara Jurkić Sviben, glasovir  Arhivirana inačica izvorne stranice od 23. siječnja 2015. (Wayback Machine) (životopis)
- Croatia Records – Tamara Jurkić Sviben (životopis i diskografija)
- Novi list.hr – Kim Cuculić: »Začarani klavir« pijanistice Tamare Jurkić Sviben